# 𝼑
Le 𝼑, appelé l crochet de r ou l anse de r, est une lettre additionnelle de l’alphabet latin utilisée dans certaines transcriptions phonétiques comme celle de Clement Doke ou l’alphabet Anthropos.

## Utilisation
Matthias Alexander Castrén utilise le l crochet de r dans sa grammaire samoyède publiée posthumement en 1854.
Carl Jakob Sundevall utilise le l crochet de r dans son alphabet phonétique de 1855.

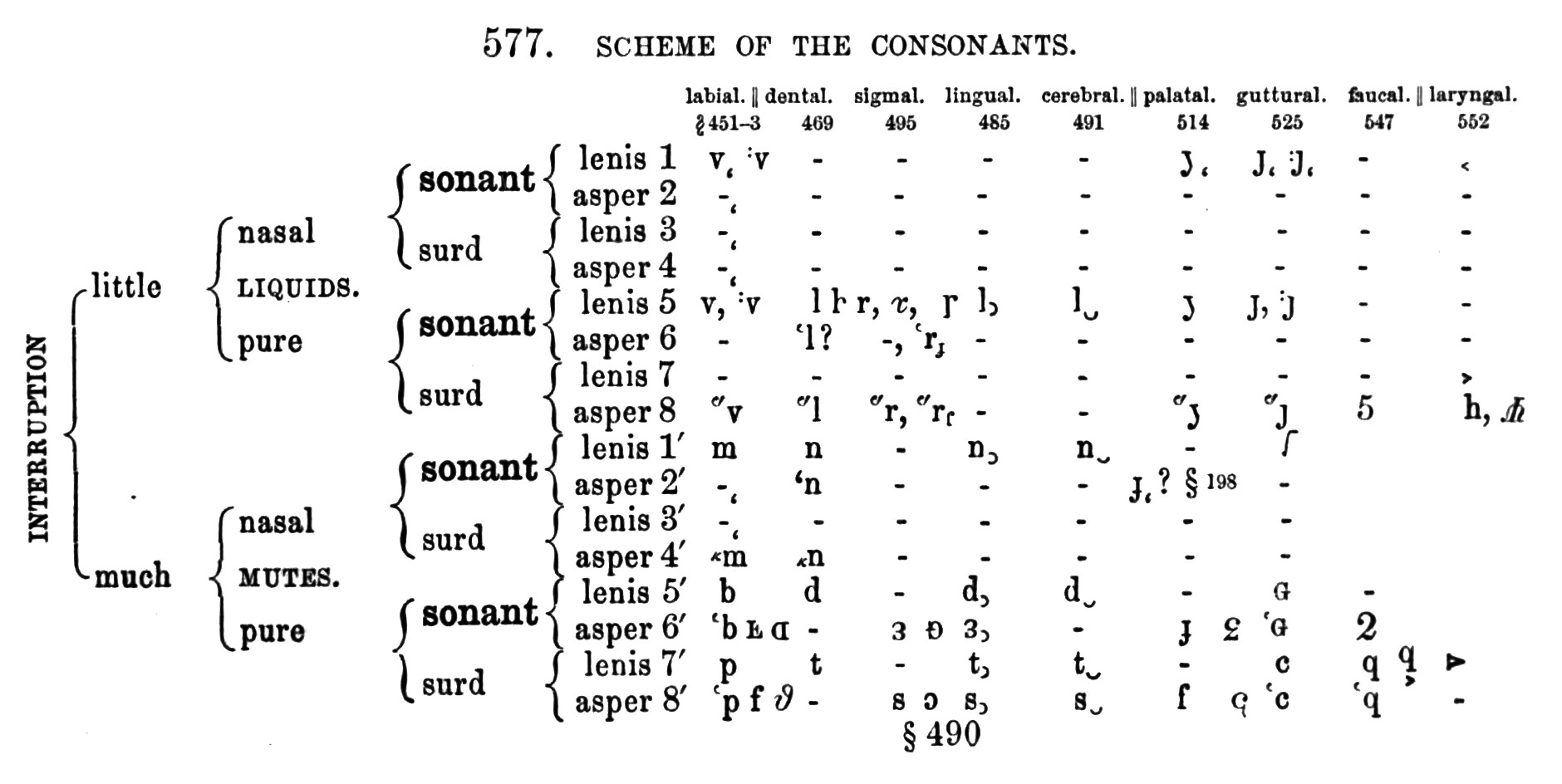
Tableau des consonnes dans Haldeman 1860.

En 1860, Samuel Stehman Haldeman utilise le l crochet de r ‹ 𝼑 › comme symbole phonétique dans Analytic orthography pour représenter une consonne dentale,.
Clement Doke utilise le 𝼑 pour représenter une consonne battue alvéolaire dans un description phonétique du lamba.

## Représentation informatique
Le l crochet de r peut être représenté avec le caractère Unicode suivant (Latin étendu G), depuis la version 14.0 :
| formes    | représentations | chaînes de caractères | points de code | descriptions                           |
| --------- | --------------- | --------------------- | -------------- | -------------------------------------- |
| minuscule | 𝼑               | 𝼑                     | U+01DF11       | lettre minuscule latine l crochet de r |

## Sources
- (de) Matthias Alexander Castrén, Grammatik der samojedischen Sprachen, coll. « Nordische Reisen und Forschungen » (no 7), 1854 (lire en ligne)
- (en) Aharon Dolgopolsky, Indo-European dictionary with Nostratic etymologies, vol. 1, 2013
- (en) Clement Doke, « A study of Lamba phonetics », Bantu studies, vol. 3, no 1,‎ juillet 1927, p. 5-47
- (en) Clement Doke, An outline of ǂKhomani Bushman phonetics, coll. « Bantu Studies » (no 10), 1936
- (en) Clement Doke, Text book of Lamba grammar, 1938
- (en) Samuel Stehman Haldeman, Analytic orthography, an investigation of the sounds of the voice, and their alphabetic notation, including the mechanism of speech, and its bearing upon etymology, Philadelphia, Lippincott, 1860 (lire en ligne)
- (en) Kirk Miller, Unicode request for expected IPA retroflex letters and similar letters with hooks (no L2/20-125r), 11 juillet 2020 (lire en ligne)
- (de) Wilhelm Schmidt, « Die Anthropos-Lautschrift », dans Martin Heepe, Lautzeichen und ihre Anwendung in verschiedenen Sprachgebieten, Berlin, Reichsdruckerei, 1928, 6-10 p. (lire en ligne)
- (sv) Carl Jakob Sundevall, « Om phonetiska bokstäver », Kungliga Svenska vetenskapsakademiens handlingar, vol. 1 (1855, 1856),‎ 1858, p. 25-92 (lire en ligne)
- (en) E. H. Tuttle, « Phonetic notation », Studies from the Yale Psychological Laboratory, vol. 10,‎ 1902, p. 96-117 (Archive.org, Archive.org)